# Santa Cruz La Laguna
Santa Cruz La Laguna – niewielka miejscowość na południowym zachodzie Gwatemali, w departamencie Sololá. Według danych szacunkowych z 2012 roku liczba mieszkańców wynosiła 1737 osób. 
Santa Cruz La Laguna leży około 12 km na południe od stolicy departamentu – miasta Sololá, nad północnym brzegiem jeziora kraterowego Atitlán. Miejscowość leży na wysokości 1832 metry nad poziomem morza, w górach Sierra Madre de Chiapas. 
Miejscowość była zamieszkała przez Indian jeszcze przed przybyciem Hiszpanów. W 1540 roku Franciszkanie skolonizowali ja zakładając misję.

## Gmina Santa Cruz La Laguna
Miejscowość jest także siedzibą władz gminy o tej samej nazwie, która jest jedną z dziewiętnastu gmin w departamencie. W 2012 roku gmina liczyła 7330 mieszkańców. Gmina jak na warunki Gwatemali jest wyjątkowo mała, a jej powierzchnia obejmuje zaledwie 12 km². 
Mieszkańcy gminy utrzymują się głównie z uprawy roli i z drobnego rzemiosła. Klimat gminy jest równikowy, według klasyfikacji Köppena, należy do klimatów tropikalnych monsunowych (Am), z wyraźną porą deszczową występującą od maja do października.